# Saison 2015-2016 du Sporting Club albigeois
Cette page présente la saison 2015-2016 du Sporting club albigeois en Pro D2 .

## Entraîneurs
Pour la saison 2015/2016, le quatuor d'entraineurs est constitué de Mauricio Reggiardo (head coach), Jean-Christophe Bacca (entraineur des avants), Benjamin Bagate (entraineur des 3/4), Rémy Ladauge (entraineur de la défense), aussi entraineur de Lavaur (Tarn) en Fédérale 1 et Sébastien Carrat en tant que préparateur physique.
Mauricio Reggiardo remplace son ami Ugo Mola, parti au Stade toulousain.

## La saison
Avec un budget pour la saison est de 5,8 millions d'euros, celui-ci est le 7e plus important de la pro D2.

### Pré-saison
Au cours de la pré-saison 2015 / 2016, le SC Albi affronte le Castres olympique, le Biarritz olympique Pays basque et Provence rugby.
Pour son 1er match de préparation,  le SC Albi est défait, à domicile, par le Castres olympique sur le score de 12 à 24, malgré les essais de Timilai Rokoduru et de Ledua Mau. L'équipe se reprend pour son 2e match de préparation, en battant l'équipe de Biarritz 31-19, avec 5 essais pour le SCA contre 3 pour leurs adversaires du jour. Pour son dernier match de pré-saison, le SC Albi s'incline 12-14 contre Provence rugby.

## Calendrier et résultats[4]

### Matchs amicaux
- SC Albi - Castres olympique : 12-24

### Pro D2
| - SC Albi - Aviron bayonnais : 23 - 28 - CS Bourgoin-Jallieu - SC Albi : 19-22 - Biarritz olympique - SC Albi : 9-20 - SC Albi - USA Perpignan : 23-19 - Colomiers rugby - SC Albi : 26-16 - SC Albi - RC Narbonne : 26-10 - Stade montois - SC Albi : 27-9 - SC Albi - Provence rugby : 23-19 - US Montauban - SC Albi : 20-9 - SC Albi - Lyon OU : 19-28 - Tarbes PR - SC Albi : 12-16 - SC Albi - AS Béziers : 16-16 - Stade aurillacois - SC Albi : 15-13 - SC Albi - US Dax : 33-14 - US Carcassonne - SC Albi : 12-13 | - Aviron bayonnais - SC Albi : 48-26 - SC Albi - CS Bourgoin-Jallieu : 17-41 - SC Albi - Biarritz olympique : 30-13 - USA Perpignan - SC Albi : 18-13 - SC Albi - Colomiers rugby : 18-17 - RC Narbonne - SC Albi : 29-21 - SC Albi - Stade montois : 19-27 - Provence rugby - SC Albi : 19-15 - SC Albi - US Montauban : 10-16 - Lyon OU - SC Albi : 34-17 - SC Albi - Tarbes PR : 37-36 - AS Béziers - SC Albi : 27-8 - SC Albi - Stade aurillacois: 30-17 - US Dax - SC Albi : 12-12 - SC Albi - US Carcassonne : 37-15 |

| Rang | Club                                   | J  | V  | N | D  | Bo | Bd | Pm  | Pe  | Diff | Pts |
| ---- | -------------------------------------- | -- | -- | - | -- | -- | -- | --- | --- | ---- | --- |
| 1    | Lyon OU (R)                            | 30 | 25 | 0 | 5  | 12 | 4  | 971 | 493 | +478 | 116 |
| 2    | Aviron bayonnais (R)                   | 30 | 19 | 1 | 10 | 4  | 4  | 658 | 602 | +56  | 86  |
| 3    | Stade aurillacois                      | 30 | 18 | 0 | 12 | 7  | 2  | 724 | 613 | +111 | 81  |
| 4    | Stade montois                          | 30 | 17 | 1 | 12 | 5  | 3  | 655 | 611 | +44  | 78  |
| 5    | Colomiers Rugby                        | 30 | 16 | 3 | 11 | 4  | 4  | 629 | 590 | +39  | 78  |
| 6    | AS Béziers                             | 30 | 17 | 1 | 12 | 4  | 3  | 745 | 662 | +83  | 77  |
| 7    | USA Perpignan                          | 30 | 15 | 1 | 14 | 5  | 6  | 676 | 615 | +61  | 73  |
| 8    | Biarritz olympique                     | 30 | 14 | 0 | 16 | 3  | 5  | 674 | 656 | +18  | 64  |
| 9    | CS Bourgoin-Jallieu                    | 30 | 12 | 0 | 18 | 5  | 9  | 595 | 642 | -47  | 62  |
| 10   | SC Albi                                | 30 | 13 | 2 | 15 | 2  | 4  | 591 | 643 | -52  | 62  |
| 11   | RC Narbonne                            | 30 | 13 | 0 | 17 | 2  | 6  | 602 | 653 | -51  | 60  |
| 12   | US Montauban                           | 30 | 12 | 0 | 18 | 1  | 9  | 570 | 624 | -54  | 58  |
| 13   | Stado Tarbes PR (8 points de pénalité) | 30 | 13 | 0 | 17 | 0  | 9  | 543 | 630 | -87  | 53¹ |
| 14   | US Carcassonne                         | 30 | 11 | 0 | 19 | 0  | 5  | 484 | 741 | -257 | 49  |
| 15   | US Dax                                 | 30 | 10 | 1 | 19 | 1  | 5  | 538 | 713 | -175 | 48  |
| 16   | Provence Rugby (P)                     | 30 | 9  | 0 | 21 | 1  | 5  | 549 | 716 | -167 | 42  |

## Effectif
| Nom                  | Poste                     | Naissance  | Nationalité sportive | Sélections | Dernier club              | Arrivée au club (année) |
| Malik Djebablah      | Talonneur                 | 10/06/1989 | Algérie              |            | SU Agen                   | 2009                    |
| Cyriac Ponnau        | Talonneur                 | 08/09/1987 | France               | -          | SU Agen                   | 2009                    |
| Maxime Fray          | Talonneur                 | 23/04/1991 | France               | -          | AS Mâcon                  | 2015                    |
| Raphaël Mérancienne  | Talonneur                 | 20/09/1994 | France               | -          | Formé au club             | -                       |
| Bastien Dedieu       | Pilier                    | 18/07/1989 | France               | -          | Formé au Club             | 2011                    |
| Christophe Lafoy     | Pilier                    | 16/07/1980 | France               | -          | Stade Rochelais           | 2014                    |
| Max Curie            | Pilier                    | 09/06/1991 | France               | Amateurs   | RC Aubenas                | 2015                    |
| Beka Sheklashvili    | Pilier                    | 06/07/1986 | Géorgie              |            | AS Béziers                | 2014                    |
| Christopher Seuteni  | Pilier                    | 02/11/1990 | Australie            | -          | Limoges rugby             | 2015                    |
| Malik Hamadache      | Pilier                    | 13/01/1987 | Algérie              |            | RACA                      | 2013                    |
| Mickaël Hygonnet     | Pilier                    | 20/06/1994 | France               | -          | Formé au Club             | -                       |
| Nomani Tonga         | Deuxième ligne            | 16/05/1983 | Tonga                | -          | CA Lormont HG             | 2014                    |
| César Damiani        | Deuxième ligne            | 09/10/1986 | France               | -          | CA Saint-Étienne          | 2011                    |
| Mathieu André        | Deuxième ligne            | 22/11/1986 | France               | -          | US Dax                    | 2011                    |
| Alexis Mouysset      | 2e ligne                  | 30/11/1999 | France               |            | Stade toulousain          | 2015                    |
| Vakhtang Maisuradze  | Deuxième ligne            | 11/03/1987 | Géorgie              | 16 (15)    | US La Seyne               | 2012                    |
| Kevin Lebreton       | Troisième ligne aile      | 07/01/1995 | France               | -          | Stade toulousain          | 2013                    |
| Thibault Evrard      | Troisième ligne aile      | 26/05/1995 | France               | -          | Stade toulousain          | 2015                    |
| Vincent Farré        | Troisième ligne aile      | 06/06/1990 | France               | -          | Rugby Club Vannes         | 2014                    |
| Arthur Chollon       | Troisième ligne aile      | 15/12/1988 | France               | -          | US Dax                    | 2015                    |
| Julien Raynaud       | Troisième ligne aile      | 25/05/1987 | France               | -          | Stade toulousain          | 2011                    |
| Vincent Calas        | Troisième ligne aile      | 08/01/1991 | France               | -          | AS Béziers                | 2012                    |
| Daniel Faleafa       | Troisième ligne aile      | 13/02/1986 | Tonga                | 2 (0)      | Havelock Sports Club (en) | 2014                    |
| Tunufai Tavalea      | Troisième ligne centre    | 20/09/1984 | Tonga                | -          | USA Limoges               | 2014                    |
| Yohan Chateauraynaud | Demi de mêlée             | 13/11/1989 | France               | -          | SU Agen                   | 2011                    |
| Shannon Rick         | Demi de mêlée             | 21/10/1988 | Afrique du Sud       | -          | Sharks                    | 2014                    |
| Théo Entraygues      | Demi de mêlée             | 16/10/1993 | France               | -          | Formé au club             | -                       |
| Raphaël Lagarde      | Demi d'ouverture          | 30/10/1988 | France               | -          | SU Agen                   | 2015                    |
| Lucas Condou         | Demi d'ouverture          | 13/10/1993 | France               | -          | Section paloise           | 2015                    |
| Andries Hough        | Demi d'ouverture          | 13/06/1983 | Afrique du Sud       | -          | Section paloise           | 2014                    |
| Javier Rojas         | Centre , Demi d'ouverture | 15/04/1991 | Argentine            | 6 (5)      | Pampas XV                 | 2015                    |
| Romain Barthélémy    | Centre                    | 25/01/1990 | France               | France -20 | RC Toulon                 | 2011                    |
| Baptiste Bonnet      | Centre                    | 09/11/1989 | France               | -          | RC Toulon                 | 2012                    |
| Afusipa Taumoepeau   | Centre                    | 26/01/1990 | Australie            | -          | Section paloise           | 2014                    |
| Quentin Valançon     | Centre                    | 31/03/1989 | France               | -          | Section paloise           | 2014                    |
| Isikeli Davetawalu   | Centre                    | 22/03/1991 | Fidji                | -          | USAP                      | 2014                    |
| Lucas Cousin         | Centre                    | 14/03/1996 | France               | -          | Formé au club             | 2015                    |
| Ledua Mau            | Ailier                    | 16/02/1993 | Fidji                |            | Fidji                     | 2014                    |
| Nasoni Kunavore      | Ailier                    | 30/07/1993 | Fidji                | Fidji -20  | Fidji                     | 2013                    |
| Maxime Le Bourhis    | Ailier                    | 11/07/1989 | France               | -          | US Oyonnax                | 2015                    |
| Timilai Rokoduru     | Ailier                    | 21/01/1993 | Fidji                | Fidji -20  | Fidji                     | 2013                    |
| Morgan Marchini      | Arrière                   | 13/09/1989 | France               | -          | SA Hagetmau               | 2015                    |
| Mathieu Peluchon     | Arrière                   | 23/06/1987 | Espagne              |            | FC Auch                   | 2013                    |
| Loïc Le Gal          | Arrière                   | 20/01/1993 | France               | -          | Racing Métro 92           | 2014                    |

## Statistiques

### Statistiques collectives
Attaque
Défense

### Statistiques individuelles
Meilleur réalisateur